# Palumbonsari
Palumbonsari is een bestuurslaag in het regentschap Karawang van de provincie West-Java, Indonesië. Palumbonsari telt 19.286 inwoners (volkstelling 2010).